# Bada Timu
Bada Timu is een bestuurslaag in het regentschap Bireuen van de provincie Atjeh, Indonesië. Bada Timu telt 387 inwoners (volkstelling 2010).